# نوید بهبودی
نَوید بِهبودی (زادهٔ ۲۷ شهریور ۱۳۷۵ – درگذشتهٔ ۲۶ آبان ۱۳۹۸ در شهر قدس (قلعه حسن‌خان) تهران) یکی از کشته‌شدگان اعتراضات آبان ۱۳۹۸ ایران بود.

## زندگی
نوید بهبودی مهویزانی، ۲۷ شهریور سال ۱۳۷۵ متولد شد. فرزند اول خانواده و از برادرش ۱۰ سال بزرگ‌تر بود. او در مدرسهٔ تیزهوشان تحصیلات خود را سپری کرده بود و در رشتهٔ مهندسی مکانیک (ماشین آلات) با رتبهٔ ۷۰ در دانشگاه دولتی پذیرفته شده بود. نوید بهبودی همچنین به عنوان مدل حرفه‌ای لباس‌های مردانه شناخته شده بود و در اواخر زندگی، در نمایشگاه بین‌المللی اصفهان در غرفه کتاب فعالیت می‌کرد.

## کشته شدن
نوید بهبودی صبح روز شنبه ۲۵ آبان ۱۳۹۸ به منظور شرکت در مراسم عروسی دوستش و دیدار با خانواده، از محل کارش در اصفهان به شهر قدس بازگشته بود. او که قصد داشت روز دوشنبه ۲۷ آبان مجدداً به اصفهان برگردد، بعد از ظهر روز یک‌شنبه ۲۶ آبان به مغازهٔ یکی از دوستانش واقع در سرقنات شهر قدس می‌رود که با شلیک نیروهای لباس شخصی به سوی مردم از بالای پشت بام یک ساختمان مواجه می‌شود و در نهایت در خیابان «عمارت» حوالی «میدان آزادی (سرقنات)» هدف گلوله قرار می‌گیرد. ساعت ۸ شب خبر کشته شدن او را به یکی از دوستانش می‌دهند. پیکر او ابتدا به بیمارستان سجاد و سپس به کهریزک منتقل شده بود.
یک منبع آگاه و نزدیک به خانوادهٔ نوید بهبودی در گفتگو با رادیو زمانه عنوان نموده‌است که خانواده برای تحویل پیکر نوید بهبودی به پزشک قانونی کهریزک مراجعه کردند. این منبع آگاه می‌افزاید: «از خانواده تعهد گرفتند که نوید یا باید در مهویزان (روستای پدری‌اش) به خاک سپرده شود یا آن‌ها خودشان او را دفن خواهند کرد. جنازهٔ نوید در پزشک قانونی کهریزک بود و همه جای بدنش را شکافته بودند.»
همچنین نیروهای امنیتی از پدر نوید بهبودی تعهد گرفتند که نباید به هیچ وجه دربارهٔ مرگ نوید شکایت کند، درغیر این‌صورت جنازه به آن‌ها تحویل داده نخواهد شد.
روز سه‌شنبه ۲۸ آبان ۱۳۹۸ خانوادهٔ بهبودی که اجازهٔ دفن فرزندشان را در شهر قدس نداشتند، پیکر نوید را با مشایعت مأموران و تحت تدابیر امنیتی به روستای مهویزان در نزدیکی شهر «گوراب زرمیخ» واقع در شمال غربی استان گیلان منتقل نمودند.
پیکر نوید بهبودی روز چهارشنبه ۲۹ آبان سال ۱۳۹۸ در قبرستان روستای مهویزان در حوالی شهر گوراب زرمیخ از توابع شهرستان صومعه‌سرا گیلان به خاک سپرده شد.

## حواشی
- جمعی از فعالان حقوق زنان گیلان، ۲۱ آذر ۱۳۹۸ با حضور بر مزار نوید بهبودی، با خانوادهٔ او همدردی کردند.[۵]
- ۵ دی ۱۳۹۸ مراسم چهلم نوید بهبودی در روستای گوراب‌زرمیخ صومعه‌سرا برگزار شد.[۶] در این مراسم عده‌ای از حاضران از جمله: جلوه جواهری، فروغ سمیع‌نیا، کاوه مظفری، احمد زاهدی، هومان تحریری، فراز روشن، فهیمه کاملی، امیر اسلامی، سارا ظاهرکردار، آذر جعفری، و ماهرخ روستایی بازداشت و به بازداشتگاهی در رشت منتقل شدند.[۷]
- حاضران در مراسم چهلم نوید بهبودی بر سر مزار وی تصنیف «از خون جوانان وطن لاله دمیده» خواندند. در این مراسم، ۱۴ نفر از جمله پدر نوید بهبودی بازداشت شدند که ۱۲ نفر آن‌ها از فعالان مدنی بودند.[۸][۶]
- روز چهارشنبه ۱۱ دی ۱۳۹۸، ۷ تن از بازداشت‌شدگان، ماهرخ روستا، فراز روشن، کاوه مظفری، جلوه جواهری، فروغ سمیع نیا، احمد زاهدی لنگرودی و هومان تحریری با پایان مراحل بازجویی از بازداشتگاه اداره اطلاعات رشت به زندان‌های لاکان و ضیابر در استان گیلان منتقل شدند. این افراد طی روزهای اخیر چندین بار به بازداشتگاه اداره اطلاعات رشت منتقل و پس از بازجویی مجدداً به زندان بازگردانده شدند.[۹]
- آذر ۱۴۰۰، مادر نوید بهبودی به همراه مادر پژمان قلی‌پور با بستن یک چشم خود، با مجروحان اعتراضات اصفهان که با خشونت نیروهای امنیتی بینایی خود را از دست دادند ابراز همدردی کردند. آنها در پیامی اعلام کردند: «فرزندان مجروح اصفهان همانند فرزندان ما هستند و اجازه نمی‌دهیم خبر رنج آنها دفن شود.»[۱۰]